# Акименко Андріан Захарович
Аки́менко Андріа́н Заха́рович (6 вересня 1898 , Георгіївська волость (Слов'яносербський повіт), Катеринославська губернія  — 1 лютого 1989 , Ворошиловград ) — радянський військовик, командир 75-го стрілецького Белградського корпусу, генерал-майор (1942).

## Біографія
Народився 6 вересня 1898 року в селі Богородицьке Лутугинського району Луганської області. Українець.

### Громадянська війна
Наприкінці 1917 року обраний міліціонером Георгіївської волості. У жовтні 1918 року вступив до Червоної Армії.
Брав участь в Громадянській війні в Росії: червоноармієць 43-го Українського революційного полку, а з січня 1919 року — комісар і голова ревтрибуналу 3-го Луганського інтернаціонального полку.
З вересня 1919 року — тво комісара 1-ї стрілецької бригади 60-ї стрілецької дивізії, згодом комісар 532-го і 534-го стрілецьких полків, помічник командира 532-го полку, командир 534-го полку.
У складі 12-ї та 14-ї армій Південного і Південно-Західного фронтів брав участь в боях на території України.

### Міжвоєнний період
У 1922 році закінчив Харківську вищу повторну школу командного складу РСЧА. З березня 1922 року — командир і комісар 13-го окремого прикордонного батальйону, з вересня того ж року — командир батальйону 70-го стрілецького полку 24-ї стрілецької дивізії Українського ВО. З жовтня 1923 року — командував батальйонами 238-го і 240-го полків 80-ї стрілецької дивізії. З березня 1926 року — тво помічника командира 240-го стрілецького полку з господарської частини, з жовтня 1930 року — помічник командира 88-го, потім 240-го стрілецьких полків.
З вересня 1931 року навчався У Військовій академії РСЧА імені М. В. Фрунзе. У 1935 році закінчив академію і призначений помічником начальника 2-го сектора навчального відділу цієї ж академії.
З листопада 1935 року — помічник начальника 1-го відділення штабу 17-го стрілецького корпусу Київського ВО.
З вересня 1937 року — начальник курсів молодших лейтенантів при штабі 17-го корпусу.
З березня 1938 року — начальник 1-го відділення штабу 15-го стрілецького корпусу, а з жовтня 1938 року — начальник 1-го відділу штабу Житомирської армійської групи військ. Брав участь в поході на Західну Україну.
З грудня 1939 року — тво начальника штабу 5-ї армії Київського ВО, з квітня 1940 року — начальник оперативного відділу штабу 5-ї армії.
З липня 1940 року призначається викладачем кафедри загальної тактики Військової академії РСЧА імені М. В. Фрунзе, пробув на цій посаді до жовтня 1940 року.
У жовтні 1940 року призначений начальником штабу 34-го стрілецького корпусу на території Київського ВО. На цій посаді зустрів початок Радянсько-німецької війни.

### Радянсько-німецька війна
В липні — серпні 1941 року корпус брав участь в Смоленській битві. У зв'язку з тим, що командир корпусу генерал-лейтенант Р. П. Хмельницький захворів, полковник А. З. Акименко перебрав на себе командування корпусом. Після розформування управління корпусу, призначений командиром 127-ї стрілецької дивізії Західного фронту.
У вересні 1941 року за успішні бойові дії в районі Єльні, дивізія була перейменована в 2-гу гвардійську стрілецьку дивізію.
З січня 1942 року генерал-майор Акименко — командир 3-го гвардійського стрілецького корпусу 56-ї армії Південного фронту. Внаслідок невдалого наступу північніше Таганрогу, в березні 1942 року усунутий від командування корпусом і направлений старшим викладачем тактики Військової академії імені М. В. Фрунзе.
В січні 1944 року призначений командиром 75-го стрілецького корпусу 2-го та 3-го Українських фронтів.
З 2 грудня 1944 року по 9 січня 1945 року перебував на лікуванні у шпиталі.
Під командуванням генерал-майора Акименка 75-й корпус брав участь в Корсунь-Шевченківській, Умансько-Ботошанській, Яссько-Кишинівській, Белградській, Віденській й Празькій наступальних операціях. За визволення міста Белград корпус отримав почесне найменування «Белградський».

### Повоєнна служба
Після війни займав посаду заступника командира 10-го гвардійського стрілецького корпусу Південної групи військ.
З 1947 року — начальник Управління бойової і фізичної підготовки Одеського ВО.
З 1948 року — начальник воєнної кафедри Київського інституту фізичної культури.
З 1951 року — голова ЦК ДТСААФ Молдавської РСР.
У 1954 році вийшов у запас. Помер у лютому 1989 року. Похований у Луганську.

## Нагороди і почесні звання
- Орден Леніна;
- Чотири орденами Червоного Прапора;
- Орден Кутузова 1-го ступеня;
- Орден Суворова 2-го ступеня;
- Орден Богдана Хмельницького 2-го ступеня;
- Орден Вітчизняної війни 1-го ступеня;
- медалі.
- Почесний громадянин міста Луганська з вересня 1970 року[2].